# Мейпл-Ридж (тауншип, округ Белтрами, Миннесота)
Мейпл-Ридж (англ. Maple Ridge) — тауншип в округе Белтрами, Миннесота, США. На 2000 год его население составило 108 человек.

## География
По данным Бюро переписи населения США площадь тауншипа составляет 94,5 км², из которых 88,5 км² занимает суша, а 6,0 км² — вода (6,31 %).

## Демография
По данным переписи населения 2000 года здесь находились 108 человек, 42 домохозяйства и 33 семьи. Плотность населения —  1,2 чел./км². На территории тауншипа расположено 50 построек со средней плотностью 0,6 построек на один квадратный километр. Расовый состав населения: 88,89 % белых, 9,26 % коренных американцев, 1,85 % — других рас США. Испанцы или латиноамериканцы любой расы составляли 1,85 % от популяции тауншипа.
Из 42 домохозяйств в 38,1 % воспитывались дети до 18 лет, в 57,1 % проживали супружеские пары, в 11,9 % проживали незамужние женщины и в 21,4 % домохозяйств проживали несемейные люди. 19,0 % домохозяйств состояли из одного человека, при том 7,1 % из — одиноких пожилых людей старше 65 лет. Средний размер домохозяйства — 2,57, а семьи — 2,91 человека.
26,9 % населения — младше 18 лет, 6,5 % — в возрасте от 18 до 24 лет, 31,5 % — от 25 до 44, 18,5 % — от 45 до 64, и 16,7 % — старше 65 лет. Средний возраст — 36 лет. На каждые 100 женщин приходилось 116,0 мужчин. На каждые 100 женщин старше 18 приходилось 125,7 мужчин.
Средний годовой доход домохозяйства составлял 30 625 долларов, а средний годовой доход семьи —  33 125 долларов. Средний доход мужчин —  20 625  долларов, в то время как у женщин — 18 750. Доход на душу населения составил 13 615 долларов. За чертой бедности находились 6,5 % семей и 13,5 % всего населения тауншипа, из которых 11,1 % младше 18 и 16,0 % старше 65 лет.